# C (tone)
 For alternative betydninger, se C (flertydig). (Se også artikler, som begynder med C)
Tonen C er grundtonen i den diatoniske C-dur skala og derved den 1. tone.